# Hedysarum theinum
Hedysarum theinum är en ärtväxtart som beskrevs av Ivan M. Krasnoborov. Hedysarum theinum ingår i släktet buskväpplingar, och familjen ärtväxter. Inga underarter finns listade i Catalogue of Life.